# Sportåret 1889

## Händelser

### Baseboll
- 22 juni - Louisville Colonels noterar nytt förlustrekord, 26 raka.[1]
- 29 oktober - National League-mästarna New York Giants vinner World's Series med 6-3 i matcher över American Association-mästarna Brooklyn Bridegrooms.[1]
- 16 december - Players' League grundas.[1]

### Boxning
- 8 juli — John L. Sullivan besegrar Jake Kilrain efter 75 ronder i den sista större tävlingen utan handska. Vissa erkänner det som en världstitelmatch fastän den utkämpas under London Prize Ring Rules i stället för Queensberryreglerna.[2]

Världsmästare
- Världsmästare i tungvikt – John L. Sullivan
- Världsmästare i mellanvikt – Jack Nonpareil Dempsey
- Världsmästare i weltervikt – Paddy Duffy
- Världsmästare i lättvikt – Jack McAuliffe

### Cricket
- 12 mars - Testcricket mellan Sydafrika och England börjar spelas i Port Elizabeth.[4]
- Okänt datum - Surrey CCC, Lancashire CCC och Nottinghamshire CCC delar på titeln vid County Championship [5].

### Fotboll
- 20 april – Preston North End vinner Football League.

### Hastighetsåkning på skridskor
- 8-10 januari - De första världsmästerskapen i hastighetsåkning på skridskor 1889 för herrar anordnas på Museumplein i Amsterdam, Nederländerna med 22 deltagare kom från fyra länder.

### Hästsport
- 16 maj - Vid 15:e Kentucky Derby vinner Thomas Kiley på Spokane med tiden 2.34.5.[4]

### Rodd
- 10 april - Hammarby IF Rodd bildas, 1897  ombildas föreningen till Hammarby Idrottsförening

### Softboll
- 24 oktober - Softbollregler antas av Mid Winter Indoor Baseball League.[4]

### Tennis
- 29 augusti - Första amerikanska proffsmatchen spelas.[4]

## Födda
- 24 februari - Carl-Ernfrid Carlberg, svensk officer och olympisk guldmedaljör i gymnastik.
- 30 juni - Allan Bengtsson, svensk höjdhoppare.
- 16 juli - "Shoeless" Joe Jackson, amerikansk basebollspelare.

### Fotnoter
1. 1 2 3  ”Charlton's Baseball Chronology - 1889” (på engelska). Charlton's Baseball Chronology. Arkiverad från originalet den 20 september 2015. https://web.archive.org/web/20150920143320/http://www.baseballlibrary.com/chronology/byyear.php?year=1889. Läst 25 juli 2015.
2. ↑  Cyber Boxing Zone – John L Sullivan.  läst 13 november 2009.
3. ↑  ”Cyber Boxing Zone”. Arkiverad från originalet den 20 juni 2009. https://www.webcitation.org/5hg1si20f?url=http://www.cyberboxingzone.com/boxing/pastchp.htm. Läst 17 juni 2009.
4. 1 2 3 4  ”Chronology of Sports”. Arkiverad från originalet den 4 oktober 2011. https://web.archive.org/web/20111004142142/http://worldtimeline.info/sports/spor1880.htm. Läst 18 juli 2011.
5. ↑  En inofficiell titel fram till december 1889 då första officiella County Championship spelades.